# Constri

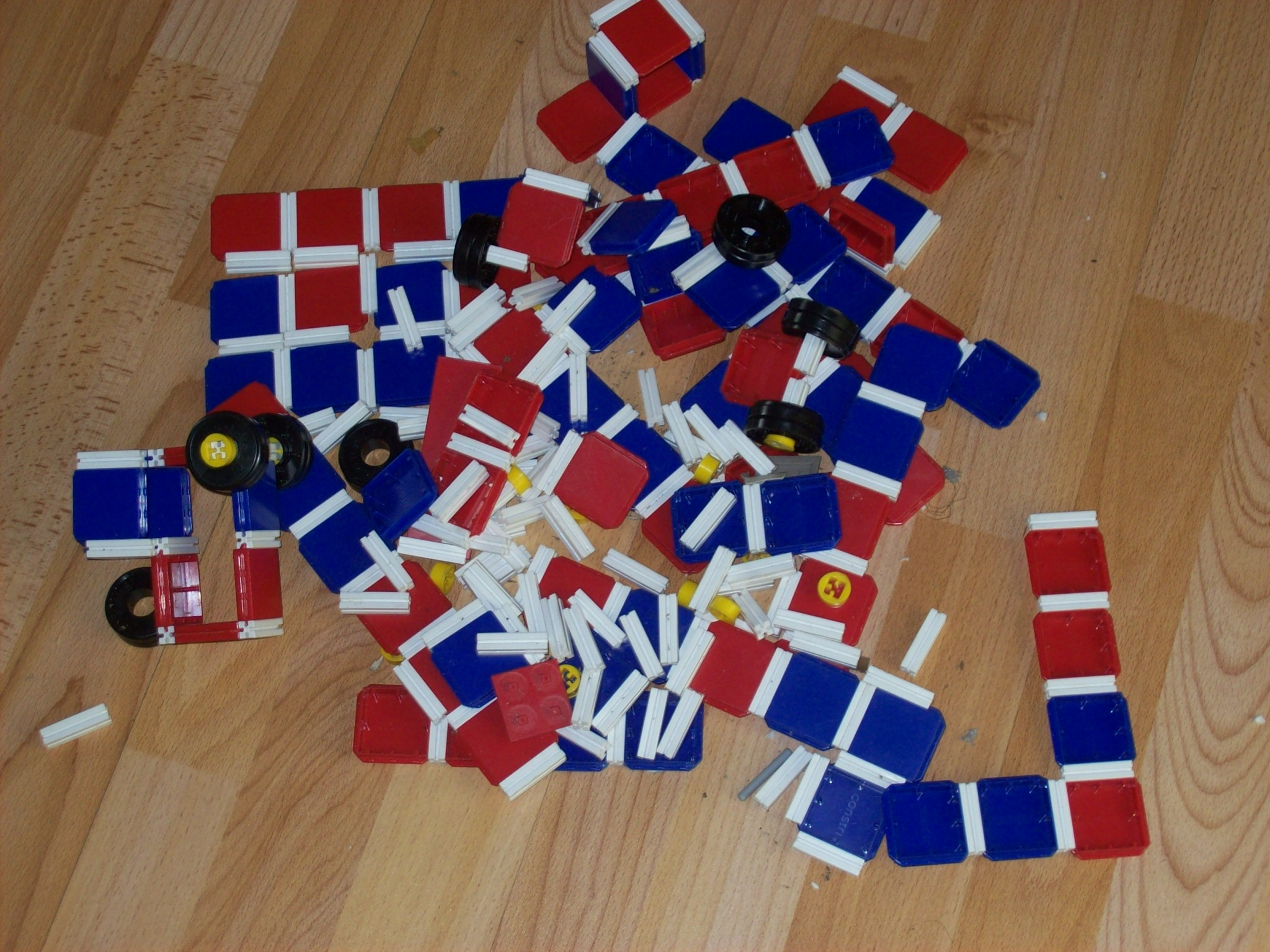
Constri Bauelemente

Constri ist ein  Plastiksteckspielzeug, das der Schweizer Max Amsler 1959 erfand. 

## Spielzeug
Constri besteht klassisch aus quadratischen, flachen Plastikbausteinen in Rot und Blau und weissen Verbindungselementen. An den vier Seitenkanten der Bausteine befindet sich jeweils eine Feder, die durch das Prinzip der Nut-Feder-Verbindung mit der Nut eines Verbindungselements verbunden werden kann. Auf diese Weise können einfach und schnell grosse Konstruktionen verwirklicht werden. Auf die weissen Verbindungselemente können Radnabenelemente (gelb) aufgesteckt werden und den Konstruktionen auf diese Weise Räder (schwarz) hinzugefügt werden. Im Laufe der Zeit wurde das System durch verschiedene geometrische Grundformen und diverses Zubehör ergänzt. Geliefert werden derzeit (Stand Januar 2019) noch zwei Baukästen, die Constri Baupackung und Constri Construction Typ 20, darüber hinaus der Erweiterungsbausatz Constri Hausbau-Set.
Constri ist ein Plastikspielzeug der 1960er Jahre und war damals ähnlich populär wie Lego. Obwohl heute fast in Vergessenheit geraten, wird es beispielsweise in Kindergärten noch vielfach genutzt.

## Unternehmen
Nach der Patentierung des Constri-Systems gründete Max Amsler im Jahre 1964 eine Produktionsstätte in Schinznach-Dorf mit dem Namen Constri Produktions AG. Das Unternehmen setzt sich heute aus vier eigenständigen Abteilungen zusammen: Constri.ch, Constri Baumaterial, Toys And More und pro-spiel. Insgesamt beschäftigt die Constri AG über 80 Mitarbeiter. Neben dem heute noch produzierten Baukasten Constri Construction werden von der Constri AG andere Freizeit-, Party- und Bastelartikel und Tischfeuerwerk vertrieben. Constri Baumaterial bietet Einbauteile für den Betonbau.